# Diferencial Libor-OIS
El LIBOR–OIS o diferencial LIBOR-OIS es la diferencia entre los tipos LIBOR y el overnight indexed swap (OIS). Este diferencial entre dos tipos está considerado como una medida de la salud del sistema bancario.

## Barómetro de riesgo
El LIBOR a tres meses es en general un tipo flotante de financiación, que fluctúa dependiendo de la percepción de riesgo de los bancos prestamista. El OIS es un swap de tipos de interés derivado de un tipo nocturno, que generalmente está fijado por el banco central local. El OIS permite a los bancos que se basan en el LIBOR a tomar dinero prestado a un tipo fijo de interés sobre el mismo período de tiempo. En los Estados Unidos, el diferencial se basa en el tipo LIBOR en Eurodólares y en la Fed Funds rate.
El LIBOR es "arriesgado" en la medida que el banco prestamista suministra al banco prestatario con dinero en efectivo, y el OIS es "estable" en la medida que ambas contrapartes solamente intercambian el tipo flotante de interés por un tipo fijo de interés. El diferencial entre ambos es, así, una medida de las posibilidades de que los bancos prestatarios entren en quiebra. Esto refleja las primas de riesgo de crédito de las contrapartes, en contraste con las primas de riesgo de liquidez.

## Niveles históricos
En Estados Unidos, el diferencial LIBOR–OIS se mantiene generalmente en torno a los 10 bps. Esto cambió abruptamente, cuando el spread saltó hasta una tasa de en torno a 50 bps a comienzos de agosto de 2007 cuando los mercados financieros comenzaron a apreciar la existencia de un entorno de riesgo elevado. En pocos meses, el Banco de Inglaterra se vio obligado a rescatar Northern Rock de la quiebra. El diferencial continuó manteniendo niveles históricamente altos según la crisis financiera iba desplegándose.
Cuando los mercados mejoraron, el diferencial cayó y hacia octubre de 2009 volvía al nivel de los 10 bps de nuevo, para volver a subir con fuerza durante los problemas de la crisis de la deuda soberana europea. En diciembre de 2011, el diferencial se situaba en un nivel de 40+ bps.